# Johannes (Maieriensis)
Johannes war Titularbischof „Maieriensis“ und 1388 als Weihbischof im Bistum Cammin tätig.
Er war Dominikaner. Auf welches Titularbistum sich die Bezeichnung „Maieriensis“ bezieht, ist ungeklärt. Der Kirchenhistoriker Konrad Eubel (1913) bezieht die Bezeichnung „Maieriensis“ oder „Mayeriensis“ auf die Stadt Chersones auf der Krim. Da er hierfür keine Begründung gibt und daneben ein Titularbistum „Chersonensis“ aufführt, kann diese Identifizierung nicht als gesichert angesehen werden.
Im Jahre 1388 wirkte Bischof Johannes als Weihbischof im Bistum Cammin für den Diözesanbischof Johannes Brunonis: Er weihte 1388 die Augustinerkirche in Königsberg Nm. mit sechs Altären ein. Das Siegel von Bischof Johannes an der diesbezüglichen Urkunde zeigt in der oberen Hälfte eine nackte Figur (Schmerzensmann?) und in der unteren Hälfte den anbetenden Bischof. Die undeutlich ausgeprägte Umschrift lautet ergänzt: „sigillum Johannis, dei gratia episcopi Maieriensis ecclesie“.